# 야가미촌 (오카야마현)
야가미촌(矢神村)은 오카야마현 아테쓰군에 있던 촌이다. 현재의 니미시에 해당한다.

## 역사
- 1889년 6월 1일 - 정촌제 시행에 의해 뎃타군 야가미촌이 발족하였다.
- 1900년 4월 1일 - 군의 통합에 의해 아테쓰군이 되었다.
- 1955년 4월 1일 - 노치촌과 합병해, 야가미촌이 발족, 동일 야가미촌은 폐지되었다.